# جون كاميرون غرينليف
جون كاميرون غرينليف (بالإنجليزية: John Cameron Greenleaf)‏ هو مهندس معماري أمريكي، ولد في 2 يونيو 1878 في لينوكس في الولايات المتحدة، وتوفي في 1958.